# Prosopopus
Prosopopus is een stripalbum dat voor het eerst is uitgegeven in juni 2003 met Nicolas De Crécy als schrijver en tekenaar. Deze uitgave werd uitgegeven door Dupuis in de collectie vrije vlucht.